# RheinVokal
RheinVokal – Festival am Mittelrhein ist ein internationales Festival für Vokalmusik. Es findet seit 2005 jährlich in der Region Mittelrhein zwischen Bingen und Remagen statt. Solisten und Ensembles gastieren zwischen Juni und August in bedeutenden historischen Spielstätten der Region. Im Mittelpunkt der rund 20 Konzerte steht die menschliche Stimme mit all ihren Facetten. Neben Liveübertragungen zeichnet der Südwestrundfunk zahlreiche  Konzerte auf, die in einer RheinVokal-Radiowoche in der zweiten Jahreshälfte gesendet werden.
Die Gesellschafter der gemeinnützigen GmbH sind die Landesstiftung Villa Musica Rheinland-Pfalz (für das Land Rheinland-Pfalz), der Südwestrundfunk und der Verein der RheinVokal-Kommunen. Ensemble in Residence ist das SWR Vokalensemble Stuttgart.

## Spielstätten
- Andernach, Burg Namedy
- Andernach, Christuskirche
- Andernach, Mariendom
- Andernach, Mittelrheinhalle
- Bad Neuenahr-Ahrweiler, Kurhaus
- Bad Ems, Kursaalgebäude
- Boppard, Karmeliterkirche
- Boppard, Stadthalle
- Boppard, St. Severus
- Boppard-Herschwiesen, St. Pankratius
- Bingen, Basilika St. Martin
- Bingen, Villa Sachsen
- Koblenz, Ludwig Museum im Deutschherrenhaus
- Koblenz, St. Kastor
- Neuwied, Abtei Rommersdorf
- Neuwied, Herrnhuter Brüdergemeine
- Neuwied-Engers, Schloss Engers
- Montabaur, Schloss Montabaur
- Oberwesel, Liebfrauenkirche
- Remagen-Rolandseck, Bahnhof Rolandseck
- Verbandsgemeinde Brohltal, Abteikirche Maria Laach